# EP10型电力机车
EP10型电力机车（俄語：ЭП10）是俄罗斯铁路的双电流制干线客运电力机车车型之一，适用于供电制式为1500伏直流电和25千伏工频单相交流电的电气化铁路，由俄罗斯诺沃切尔卡斯克电力机车厂和德国Adtranz联合研发。EP10型电力机车采用了交流传动技术、Bo-Bo-Bo轴式，其中电气部分由Adtranz提供，而机械部分由诺沃切尔卡斯克电力机车厂制造。

## 参看
- VL86F型电力机车
- ChS5型电力机车